# Kings Bay
Kings Bay er et norsk statsejet selskab, der blev oprettet i 1916 som Kings Bay Kull Company for at drive minedrift ved Kongsfjorden - deraf selskabets engelske navn Kings Bay - på Svalbard. I dag driver selskabet Ny-Ålesund.

## Selskabet
Kings Bay A/S ejer jorden og de fleste af bygningerne i Ny-Ålesund på Svalbard. Virksomheden er ansvarlig for infrastruktur, herunder beskyttelse af miljø og kulturarv. Driften af infrastruktur omfatter beredskab, sø- og lufttransport, ingeniørvirksomhed, logi, mad, vand og elektricitet. Virksomheden er ansvarlig for planlægning af arealanvendelse i Ny-Ålesund. Selskabet har forpagtet nogle af sine anlæg og bygninger til en række norske og udenlandske forskningsinstitutioner, som er i gang med omfattende aktiviteter i området. Omkring 20 lande har forskning i området omkring Ny-Ålesund. Virksomheden leverer også tjenesteydelser til turisme, herunder især ved daganløb af større turist- og krydstogtskibe i sommersæsonen.
Ny-Ålesund Flyveplads, Hamnerabben er ejet og drevet af Kings Bay.

## Baggrund
Fra 1906 var der kuldrift i Longyearbyen, og der var fundet kulforekomster også længere mod nord. Til gengæld bød minedriften dér på større problemer end i Longyearbyen, men
i 1916 lykkedes man alligevel med at starte kuldrift i Ny-Ålesund. Sælfangstrederen Peter S. Brandal købte et stort område i Kongsfjorden med kuldrift for øje, og sammen med to andre startede han selskabet Kings Bay Kull Company, som dog blev nedlagt efter en ulykke i 1929, hvor to personer omkom. Samme år kom Wall Street-krakket, og Brandal gik snart konkurs. Minerne lå derefter forladt i mange år, men var stadig af værdi. Brandal døde i marts 1933, og i december samme år overtog den norske stat selskabets aktier med tanke på genopstart af minerne i Ny-Ålesund. 
Mens kullagene i Longyearbyen lå horisontalt, var bjergmassiverne i Ny-Ålesund udsat for mægtige kræfter. Kullagene faldt omkring 15 grader nedad i bjerget, nogle steder i 15 meters tykkelse; andre steder kun som smalle striber. Forkastningerne var årsag til, at kullagene delte sig i flere adskilte forekomster, kaldt "Ester" og "Sofie". Ansamlinger af metangas var dog hovedproblemet for arbejdernes sikkerhed. Blev koncentrationen høj nok, kunne gassen antændes, fx af en gnist fra et elektrisk anlæg eller en anden kilde. Gaseksplosionen kunne igen antænde kulstøvet. Var ulykken ude, ville tryk- og varmebølger tage livet af alle de tilstedeværende. Kvælning, fordi en mineeksplosion tømmer luften for ilt i de snævre minegange, var en annen risiko. 

## Kings Bay-ulykkerne
I løbet af få år var produktionen kommet op i 60.000 tons,  men prisen i menneskeliv blev for høj. Efter krigen var der fire store ulykker i Kings Bay-minerne. I 1948 omkom 15 minearbejdere her; i 1952 omkom 9; i 1953 omkom 19; i 1962 omkom 21; og indimellem disse ulykkene måtte 11 minearbejdere bøde med livet nede i Ester af andre årsager. 

### Ulykken i 1948
4. december 1948 blev den 33-årige John Otnes fra Sulitjelma mødt af et rystende syn, da han i 21-tiden steg ned i minen efter eksplosionen. Sammen med kolleger ledte han efter overlevende. Begge mineskakter, både den gamle og den nye, var fylt af røg. I gangene var jorden raset ud. I de to år, Otnes hadde været ansat, var der aldrig afholdt redningsøvelser. Iblandt blev der slået en plakat op med oplysning om, hvor der forekom gas i så høje koncentrationer, at den var eksplosionsfarlig. I det senere tid havde Otnes ikke set noget til plakaten. Redningsmandskaberne afhang af iltapparater. I Ester 3-minen var iltapparaterne af tysk fabrikat, mens mange af de ansatte var vant til britiske apparater. Ilten varede også kun op til 20 minutter. Derefter var redningsmandskaberne overladt til sig selv i minegange fyldt af giftig røg. John Otnes mødte to af sine kolleger, der ledte efter skadede og omkomne. Deres iltapparater for længst tømt, de havde smidt dem væk, og forsøgte halvt i svime at trække hinanden frem til den nye skakt. Otnes hjalp dem op til kompagniets læge, der tog sig af dem. Først flere døgn senere var minen så udluftet, at de omkomne - 15 mann - kunne hentes ud. Mange var stærkt forbrændte. Arbejderforeningen engagerede sig stærkt i sikkerhedsspørgsmålet. Granskingen konkluderede med, at gas først var eksploderet, og dernæst blev kulstøvet antændt. Den samlede effekte var fatal. Minedriften blev først genoptaget i 1949. 

### Ulykken i 1952
7. januar 1952 var 26 mann i minen, hvor stigeren (= formanden) Trygve Kristiansen kl 19:15 hørte et smæld. Lige efter kom en arbejder løbende med besked om, at pumper og vifter var standset, og at røg væltede frem i minegangen, der forbandt skakterne nede i dybet. Stigeren måtte opgive at nå hen til ulykkesstedet gennem den tætte røg og kulosen. Udstyret med iltapparater prøvede de igen; nu fandt de fem omkomne, de fik båret ud; men blev så tvunget op igen. Da hovedviften var i gang igen, blev luften bedre. En minemaskine kaldt et skrabespil på to tons var kastet ti-femten meter fremover af trykbølgen. De sidste omkomne blev båret op ved midnat. Tre overlevende blev bragt til sygehus med chok. Granskningen afslørede intet sikkert om ulykkens årsag. Sandsynligvis var der tale om gas antændt af gnister fra et elektrisk anlæg ved en kulboremaskine. 

### Ulykken i 1953
Arne Pettersen var på eftermiddagsskiftet 19. marts 1953, da han hørte to skud fra en sprængning, efterfulgt af et højt smæld og derefter fem-seks mindre eksplosioner. Sammen med kolleger skyndte han sig mod udgangen. Ulykken måtte være sket i den anden mine, Ester. Udstyret med iltapparater af to timers varighed begav redningsmandskabet sig ned i gangene, hvor røgen dog lå så tæt, at de måtte vende om. I stedet gik de ned gennem skakten i Sofie. Nede i dybet var de to miner forbundet, og efter en halv time blev de første omkomne fundet; de sidste først sent om aftenen. Nitten var døde, den ene helt maltrakteret. De, der ikke døde af trykbølgen, var døde af kvælning, da ilten forsvandt. Granskningen lod formode, at ulykken var sket, fordi det ble skudt/sprængt med gas til stede, selv om for at det var forbudt. Imidlertid blev det påpeget, at udluftningen var dårlig. 

### Ulykken i 1962
Efter ulykken i 1953 blev Kings Bay-minerne lukket, men genåbnet i 1956, efter at Stortinget havde sat meget strenge vilkår knyttet til sikkerheden. Alligevel, kl. 22:45 5. november 1962 eksploderede Ester 1-minen i Kongsfjorden. 21 minearbejdere blev dræbt. Det overordnede ansvar lå hos industriministeriet, der havde organiseret et eget bjergværkskontor. Granskningsrapporten om ulykken i 1962, Tønseth-rapporten, blev fremlagt i juni 1963 med stærk kritik af en række involverede, og industriminister Kjell Holler bad straks om sin afgang. Han blev erstattet av tidligere generalsekretær i FN, Trygve Lie. Stortinget skulle efter planen opløses 21. juni, men de borgerlige partier talsmand, John Lyng fra partiet Høyre, foreslog at udsætte opløsningen til 30. september. 15. juli fremlagde Einar Gerhardsens regering en redegørelse om ulykken, og foreslog en afvikling af minedriften i Ny-Ålesund. 
Af de 21, der omkom i 1962,  blev kun de ti hentet ud. De øvrige blev liggende inde i minen. Ti bårer, dækket af det norske flag, blev kørt ned gennem hovedgaden i Harstad i militære biler med æresvagter på hver side; men flere af de pårørende hørte dødsbudskabet på radioen.  Ifølge polarforsker Monica Kristensen Solås døde arbejderne, der blev fundet i opholdsrummet, af kvælning; mens de, der lå begravet i minen, blev ofre for en defekt lampe i gasmåleren, der antændte antente metangassen. I så fald var det tragisk nok måleapparatet, der skulle advare om gasforekomsterne, der forårsagede eksplosionen.  En bautasten er rejst for de omkomne. 

## Regeringskrisen
Tønseth-rapporten havde afdækket grove brud på sikkerhedsforskrifterne; men Arbeiderpartiets repræsentanter afviste enhver kritik, både af de ansvarlige statsråder og af regeringen som helhed. Efter fire dages heftig debat, i sin helhed overført i radio og fjernsyn, blev de borgerliges mistillidsforslag vedtaget med 76 mod 74 stemmer, hvorefter regeringen Gerhardsen måtte gå af. En regering bestående af fire borgerlige partier med John Lyng som statsminister blev udnævnt 25. august 1963, som den første borgerlige regering i Norge efter krigen. Fire uger senere blev den nye Lyng-regering dog fældet, da den ikke fik tilslutning fra Stortinget; og Gerhardsen kom dermed tilbage som statsminister. Det afgørende ved begge afstemninger var Sosialistisk Folkepartis to repræsentanter. 
Efterforskningen af bureauchef i industriministeriet, Harry Lindstrøm, savner sidestykke i sin samtid. Lindstrøm blev i oktober 1963 arresteret, mistænkt for økonomisk utroskab, og blev massivt forhåndsdømt i norske medier, også fordi han i sin stilling havde været involveret i Kings Bay. 